# Gelis apterus
A Gelis apterus a fürkészdarazsak (Ichneumonidae) családjába tartozó parazita rovarfaj. Az általában nagy méretű fürkészdarazsaktól eltérően a Gelis nem egyedei viszonylag aprók, a szárnyatlan nőstényeket a felületes szemlélő könnyen összetévesztheti egy hangyával. Ez a hasonlóság valószínűleg a potenciális ragadozók elleni védelmet is szolgálja. Az Ibériai-félszigeten nagy számban előforduló G. apterus a Zodarion styliferum hangyákkal táplálkozó pók parazitája; azonban nem hangyaálcája segítségével élősködik a pókon; ehelyett, a nőstény fürkészdarázs peterakó csövével szúrja át a pók selyemből szőtt iglura emlékeztető nappali búvóhelyét.
|  |  |